# 李良年 (光緒進士)
李良年（?—?），廣西省桂林府永福縣人，清朝政治人物、同進士出身。
光緒二十年（1894年），参加光緒甲午科殿試，登進士三甲85名。同年五月，著交吏部掣签分发各省，以知县即用。